# Sportclub Enschede in het seizoen 1963/64
Het seizoen 1963/1964 was het 10e jaar in het bestaan van de Enschedese betaaldvoetbalclub Sportclub Enschede. De club kwam uit in de Eredivisie en eindigde daarin op de derde plaats. Tevens deed de club mee aan het toernooi om de KNVB Beker, hierin werd in de tweede ronde verloren van Zwartemeer (0–1).

## Wedstrijdstatistieken

### Eredivisie
|       | ADO   | Ajax  | Blauw-Wit | DOS   | DWS   | Feijenoord | Fortuna '54 | Go Ahead | GVAV  | Heracles | MVV   | NAC   | PSV   | Sparta | Volendam |
| ----- | ----- | ----- | --------- | ----- | ----- | ---------- | ----------- | -------- | ----- | -------- | ----- | ----- | ----- | ------ | -------- |
| Thuis | 1 – 0 | 2 – 1 | 1 – 0     | 1 – 1 | 0 – 1 | 2 – 2      | 2 – 2       | 1 – 1    | 4 – 2 | 3 – 1    | 4 – 1 | 1 – 3 | 2 – 2 | 2 – 0  | 5 – 2    |
| Uit   | 1 – 1 | 1 – 1 | 2 – 4     | 1 – 1 | 0 – 1 | 3 – 1      | 1 – 3       | 3 – 2    | 1 – 5 | 2 – 2    | 3 – 0 | 2 – 4 | 2 – 3 | 2 – 2  | 2 – 2    |

### KNVB Beker
| 1e ronde                                        | Xerxes                         | 2 – 8 (1 – 4) | Sportclub Enschede                                                                               |
| 29 september 1963 Plaats: Rotterdam Het Kasteel | Piet Kriesch 12' Martin Snoeck |               | 5' Hennie Nieuwenhuis 25', 30', 65' Henk Bosveld 35', 51', 57' Spitz Kohn 70' Issy ten Donkelaar |
| 2e ronde                                        | Sportclub Enschede             | 0 – 1 (0 – 1) | Zwartemeer                                                                                       |
| 17 november 1963 Plaats: Enschede Het Diekman   |                                |               | 28' Tonny Roosken                                                                                |

### International Football Cup
| Groep B3                                            | Sportclub Enschede                                                                             | 0 – 1 (0 – 1)    | Wiener AC                               |
| 23 juni 1963 Plaats: Enschede Het Diekman           |                                                                                                | Wedstrijdverslag | 9' Friedrich Cejka                      |
| Groep B3                                            | Örgryte IS                                                                                     | 2 – 0 (0 – 0)    | Sportclub Enschede                      |
| 30 juni 1964 Plaats: Örgryte Gamla Ullevi           | Roger Karlsson 52', 73'                                                                        | Wedstrijdverslag |                                         |
| Groep B3                                            | Sportclub Enschede                                                                             | 2 – 1 (1 – 0)    | FK Pirmasens                            |
| 7 juli 1963 Plaats: Enschede Van Heekpark           | Dais ter Beek 23' Eef Eichelsheim 79'                                                          | Wedstrijdverslag | 77' Rudi Hoffmann                       |
| Groep B3                                            | FK Pirmasens                                                                                   | 8 – 0 (3 – 0)    | Sportclub Enschede                      |
| 14 juli 1964 Plaats: Pirmasens Sportpark Husterhöhe | Hilmar Weishaar 2', 30', 89' Horst Brill 38' Hugo Dausmann 63', 65', 70' Helmut Kapitulski 72' | Wedstrijdverslag |                                         |
| Groep B3                                            | Sportclub Enschede                                                                             | 3 – 3 (1 – 1)    | Örgryte IS                              |
| 21 juli 1963 Plaats: Enschede Het Diekman           | Helmut Rahn 25', 73' Henk Bosveld 83'                                                          | Wedstrijdverslag | 32' Rolf Hansson 68', 73' Lars Olofsson |
| Groep B3                                            | Wiener AC                                                                                      | 1 – 0 (1 – 0)    | Sportclub Enschede                      |
| 28 juli 1964 Plaats: Wenen Red Star-Platz           | Stefan Szokol 13'                                                                              | Wedstrijdverslag |                                         |

## Statistieken Sportclub Enschede 1963/1964

### Eindstand Sportclub Enschede in de Nederlandse Eredivisie 1963 / 1964
| Stand | Gespeeld | Gewonnen | Gelijk | Verloren | Punten | Doelpunten voor | Doelpunten tegen |
| ----- | -------- | -------- | ------ | -------- | ------ | --------------- | ---------------- |
| 3e    | 30       | 14       | 11     | 5        | 39     | 63              | 45               |

### Topscorers
| #      | Naam               | Goal |
| ------ | ------------------ | ---- |
| 1.     | Chiel Jansen       | 18   |
| 2.     | Henk Bosveld       | 14   |
| 3.     | Spitz Kohn         | 12   |
| 4.     | Dais ter Beek      | 5    |
| 5.     | Gyula Nemes        | 4    |
| 6.     | Issy ten Donkelaar | 3    |
| 7.     | Johan Plageman     | 2    |
| 7.     | Arend van der Wel  | 2    |
| 9.     | Henk Gieskes       | 1    |
| 9.     | Joop Janssen       | 1    |
| 9.     | Willem de Vries    | 1    |
| Totaal | Totaal             | 63   |

| #      | Naam               | Goal |
| ------ | ------------------ | ---- |
| 1.     | Henk Bosveld       | 3    |
| 1.     | Spitz Kohn         | 3    |
| 3.     | Issy ten Donkelaar | 1    |
| 3.     | Hennie Nieuwenhuis | 1    |
| Totaal | Totaal             | 8    |

| #      | Naam            | Goal |
| ------ | --------------- | ---- |
| 1.     | Helmut Rahn     | 2    |
| 2.     | Dais ter Beek   | 1    |
| 2.     | Henk Bosveld    | 1    |
| 2.     | Eef Eichelsheim | 1    |
| Totaal | Totaal          | 5    |

## Voetnoten
ADO ·
Ajax ·
Blauw-Wit ·
DOS ·
DWS ·
Sportclub Enschede ·
Feijenoord ·
Fortuna '54 ·
Go Ahead ·
GVAV ·
Heracles ·
MVV ·
NAC ·
PSV ·
Sparta ·
Volendam